# Školní informační systém
Školní informační systém je soubor lidí, metod a technických prostředků, zajišťujících sběr, uchování, analýzu a prezentaci dat určených pro poskytování informací v oblasti vzdělávání. Umožňují výrazně zefektivnit fungování celé vzdělávací instituce. V současnosti se již převážně nejedná o izolované aplikace, ale o robustní a komplexní systémy, které jsou navzájem kompatibilní. Jeden školní informační systém tak může současně zahrnovat evidenci žáků (tzv. školní matrika) a zaměstnanců, evidenci klasifikace, tisk vysvědčení a třídních výkazů, grafické zpracování prospěchu, přípravu úvazků, sestavení rozvrhu hodin, plánování akcí školy, suplování, inventarizaci majetku, rozpočet školy, evidenci knih v knihovně a jejich půjčování, tvorbu tematických plánů atd.